# Iran aux Jeux olympiques d'hiver de 1972
Cet article contient des informations sur la participation et les résultats de l'Iran aux Jeux olympiques d'hiver de 1972, qui ont eu lieu à Sapporo au Japon. 

## Participants
| Sport     | Hommes | Femmes | Total |
| --------- | ------ | ------ | ----- |
| Ski alpin | 4      | 0      | 4     |
| Total     | 4      | 0      | 4     |

## Résultats

### Ski alpin

#### Hommes
| Athlète                 | Épreuve      | Classification  | Classification  | Finale                 | Finale                 | Finale                 | Finale                 | Finale                 | Finale                 |
| Athlète                 | Épreuve      | Temps           | Rang            | Manche 1               | Rang                   | Manche 2               | Rang                   | Total                  | Rang                   |
| ----------------------- | ------------ | --------------- | --------------- | ---------------------- | ---------------------- | ---------------------- | ---------------------- | ---------------------- | ---------------------- |
| Fayzollah Band Ali      | Descente     | –               | –               | –                      | –                      | –                      | –                      | 2 min 18 s 19          | 54                     |
| Fayzollah Band Ali      | Slalom géant | –               | –               | 1 min 55 s 72          | 49                     | 2 min 08 s 42          | 36                     | 4 min 04 s 14          | 40                     |
| Fayzollah Band Ali      | Slalom       | 2 min 16 s 03   | 6               | 1 min 18 s 14          | 46                     | 1 min 14 s 61          | 32                     | 2 min 32 s 75          | 32                     |
| Gorban Ali Kalhor       | Descente     | –               | –               | –                      | –                      | –                      | –                      | 2 min 20 s 98          | 55                     |
| Gorban Ali Kalhor       | Slalom géant | –               | –               | Disqualifié (Manche 1) | Disqualifié (Manche 1) | Disqualifié (Manche 1) | Disqualifié (Manche 1) | Disqualifié (Manche 1) | Disqualifié (Manche 1) |
| Gorban Ali Kalhor       | Slalom       | 2 min 18 s 86   | 4               | 1 min 18 s 34          | 47                     | 1 min 19 s 19          | 33                     | 2 min 37 s 53          | 33                     |
| Lotfollah Kia Shemshaki | Descente     | –               | –               | –                      | –                      | –                      | –                      | 2 min 16 s 14          | 53                     |
| Lotfollah Kia Shemshaki | Slalom géant | –               | –               | 2 min 07 s 26          | 55                     | 1 min 58 s 95          | 40                     | 4 min 06 s 21          | 43                     |
| Lotfollah Kia Shemshaki | Slalom       | Disqualifié     | Disqualifié     | Inconnu                | 44                     | N'a pas terminé        | N'a pas terminé        | N'a pas terminé        | N'a pas terminé        |
| Ali Saveh Shemshaki     | Descente     | –               | –               | –                      | –                      | –                      | –                      | 2 min 11 s 29          | 52                     |
| Ali Saveh Shemshaki     | Slalom géant | –               | –               | 2 min 08 s 05          | 56                     | 1 min 58 s 83          | 36                     | 4 min 06 s 88          | 44                     |
| Ali Saveh Shemshaki     | Slalom       | N'a pas terminé | N'a pas terminé | Inconnu                | 45                     | Disqualifié            | Disqualifié            | Disqualifié            | Disqualifié            |

## Référence
- (en) Cet article est partiellement ou en totalité issu de l’article de Wikipédia en anglais intitulé « Iran at the 1972 Winter Olympics » (voir la liste des auteurs).